# 17-я Ключская лёгкая пехотная бригада
17-я Ключская лёгкая пехотная бригада (серб. Седамнаеста кључка лака пјешадијска бригада) — пехотное воинское формирование Вооружённых сил Республики Сербской, находившееся в составе 2-го Краинского корпуса. Зоной действия бригады была территория общины Ключ. По предварительным данным, в бригаде служили около 2 тысяч человек, из них 159 погибли и 450 получили ранения. По данным общины, в бригаде служили 5 тысяч человек, из которых 284 погибли и 816 были ранены.

## История
17-я Ключская лёгкая пехотная бригада была сформирована 4 июня 1993 года в дни Боснийской войны. Через ряды 17-й лёгкой пехотной бригады за годы войны прошли до 5 тысяч человек, проживавших в общинах Ключ и Рибник. Бригада действовала на всём просторе Республики Сербской, участвуя в особо опасных операциях. По официальным данным, на территории общины Ключ погибло около 284 сербских военных 17-й бригады и ещё 16 пропали без вести. 816 были ранены и стали инвалидами войны.
В местечке Горни-Рибник, центре общины Рибник находится памятник погибшим бойцам 17-й Ключской лёгкой пехотной бригады и всем бойцам Войска Республики Сербской, призванным из общины Ключ. Ежегодно 4 июня проводятся памятные мероприятия в честь бойцов бригады в общинах Рибник и Ключ.